# Hypericum garrettii
Hypericum garrettii är en johannesörtsväxtart som beskrevs av William Grant Craib. Hypericum garrettii ingår i släktet johannesörter, och familjen johannesörtsväxter. Inga underarter finns listade i Catalogue of Life.